# Greater Geelong City
Koordinaten: 38° 10′ S, 144° 21′ O

Die City of Greater Geelong ist ein lokales Verwaltungsgebiet (LGA) im australischen Bundesstaat Victoria um die Stadt Geelong. Das Gebiet ist 1240 km² groß und hat über 270.000 Einwohner.
Greater Geelong umschließt den südwestlichen und westlichen Teil der Port Phillip Bay und grenzt nach Norden an die Hauptstadt Melbourne. Die LGA schließt unter anderem folgende Ortschaften ein: Barwon Heads, Ceres, Clifton Springs, Geelong, Highton, Lara, Mount Duneed, Ocean Grove, Portarlington, Reedy Lake und St Leonards. Der Sitz des City Councils befindet sich in der Küstenstadt Geelong im Südwesten der LGA.
Drei Viertel der Einwohner der Greater City leben in der Stadt selbst, die mit ihrer Industrie auch seine Wirtschaft bestimmt. Sie ist die zweitgrößte Stadt Victorias. Das sich nördlich davon Richtung Melbourne erstreckende Gebiet ist eine ländliche Gegend, in dem sich viele Großstadtpendler niedergelassen haben.
Den Südteil der LGA bildet die Bellarine-Halbinsel (bis auf den Queenscliffe Borough), ein beliebtes Touristenziel. Die verschiedenen Urlaubsorte und größere Campinganlagen ziehen die sommerlichen Strandurlauber des bevölkerungsreichen Großraums an. Die der Bass-Straße zugewandte Südküste ist zudem für Surfer interessant. Geelong ist außerdem der Ausgangspunkt der nach Westen die Küste entlang führenden Great Ocean Road.

## Verwaltung
Der Greater Geelong City Council hat zwölf Mitglieder, die von den Bewohnern der zwölf Wards gewählt werden. Sechs dieser Bezirke, Corio, Cowie, Kildare, Brownbill, Austin und Kardania liegen im Bereich von Geelong, die übrigen sechs sind Windermere, Deakin, Buckley, Cheetham, Beangala und Coryule. Aus dem Kreis der Councillor rekrutiert sich auch der Mayor (Bürgermeister) des Councils.